# 三棘異鰭八角魚
三棘異鰭八角魚，為輻鰭魚綱鮋形目杜父魚亞目八角魚科的其中一種，為深海魚類，分布於中太平洋東部加拿大卑斯省中部至墨西哥加利福尼亞灣海域，棲息深度73-373公尺，體長可達18公分，棲息在軟底質底層水域，生活習性不明。

## 扩展阅读
維基物種上的相關：三棘異鰭八角魚